# Carl Schmiterlöw
Carl Georg Schmiterlöw, född den 23 september 1916 i Stockholm, död där den 23 maj 1984, var en svensk farmakolog. Han var son till Georg Schmiterlöw.
Schmiterlöw avlade medicine licentiatexamen vid Karolinska institutet i Stockholm 1946 och promoverades till medicine doktor 1948. Han var assistent vid avdelningen för fysiologi och farmakologi vid Veterinärhögskolan 1946–1949. Schmiterlöw blev professor i farmakologi där 1949 och vid Sveriges lantbruksuniversitet 1977. Han var prorektor vid Veterinärhögskolan 1960–1962, rektor där 1962–1977 och prorektor vid Sveriges lantbruksuniversitet från 1977. Schmiterlöw blev ledamot av Veterinärstyrelsens vetenskapliga råd 1955 och av Livsmedelsverkets vetenskapliga råd 1972. Han publicerade arbeten över antihistaminer, biogena aminer, psykofarmaka och nikotin. Schmiterlöw blev veterinärmedicine hedersdoktor 1962. Han invaldes som ledamot av Skogs- och lantbruksakademien 1965. Schmiterlöw blev riddare av Nordstjärneorden 1955, kommendör av samma orden 1966 och kommendör av första klassen 1974.